# Font dels Encantats
La font dels Encantats està ubicada al nord de la masia de Can Llimona al mig del Torrent d'Oromir a Olesa de Montserrat. La font actual brolla d'una construcció que prové canalitzada vint metres d'una mina que s'endinsa pel subsòl del torrent del mateix nom. Antigament l'aigua naixia la mateixa boca de la mina, però degut als aiguats del setembre de l'any 1971 es va erosionar el terreny i va acabar destruint la font antiga. També de la mateixa mina es canalitza aigua fins a la bassa de la masia de Can Llimona